# Suchardova vila s ateliérem
Suchardova vila v Praze, původně vila s ateliérem vznikla v letech 1904–1907 a nachází se ve Slavíčkově ulici č. 6, čp. 248, v Praze 6 – Bubenči. Stavbu na rohovém pozemku nynějších ulic Slavíčkova a Suchardova navrhl pro sochaře Stanislava Suchardu a jeho čtyřčlennou rodinu architekt Jan Kotěra. Vila se zahradou a ateliérem je zapsána v seznamu kulturních památek ČR a chráněna jako nemovitá památka.

## Historie
V roce 1901 vyhrál Stanislav Sucharda s architektem Aloisem Dryákem soutěž na vytvoření pomníku Františka Palackého v Praze. Pro realizaci této zakázky potřeboval vhodné prostory a pro svoji rodinu se dvěma dětmi rodinné bydlení; jeho první vila postavená nedaleko v letech 1895–1896 už nestačila. Požádal proto svého přítele architekta Jana Kotěru o návrh nové vily s dostatečně velkým ateliérem. Výstavba probíhala v letech 1904–1907.

## Charakter a popis stavby
Architekt navrhl dvě budovy. Rodinnou vilu v raně secesním stylu, inspirovaném lidovou architekturou, s bohatě zdobeným průčelím a mansardovou střechou s hrázděnými štíty a budovu ateliéru na obdélném půdorysu, která byla úzkým „krčkem“ připojena k budově vily. Spojovací krček byl osvětlen prosklenou střechou, kterou zdobila socha stojícího rytíře. Tento prostor využíval Stanislav Sucharda jako knihovnu. V letech 1926–1928 byl ateliér od vily oddělen a přestavěn na obytný dům (čp. 628). Spolu s přestavbou ateliéru došlo i k zahradním úpravám, při kterých zanikl dřevěný kuželník na konci zahrady.
Ústředním prvkem interiéru vily se stala schodišťová hala. V přízemí se nacházely reprezentační prostory, hala osvětlená barevnými okenními výplněmi a stylová jídelna se vstupem na verandu. V hale byl umístěn, na přání architekta, reliéf Stanislava Suchardy Praha a Vltava. Patro bylo vyhrazeno ložnicím a hostinskému pokoji. V suterénu domu byl byt pro domovníka a sádrovna. Vila se stala místem setkávání Suchardových přátel ze spolku Mánes, mezi které patřili malíř Antonín Slavíček nebo sochař Josef Mařatka.

## Současnost
Od roku 2008 ve vile působí Muzeum Stanislava Suchardy, které vzniklo z iniciativy sochařových vnuků.

### Galerie

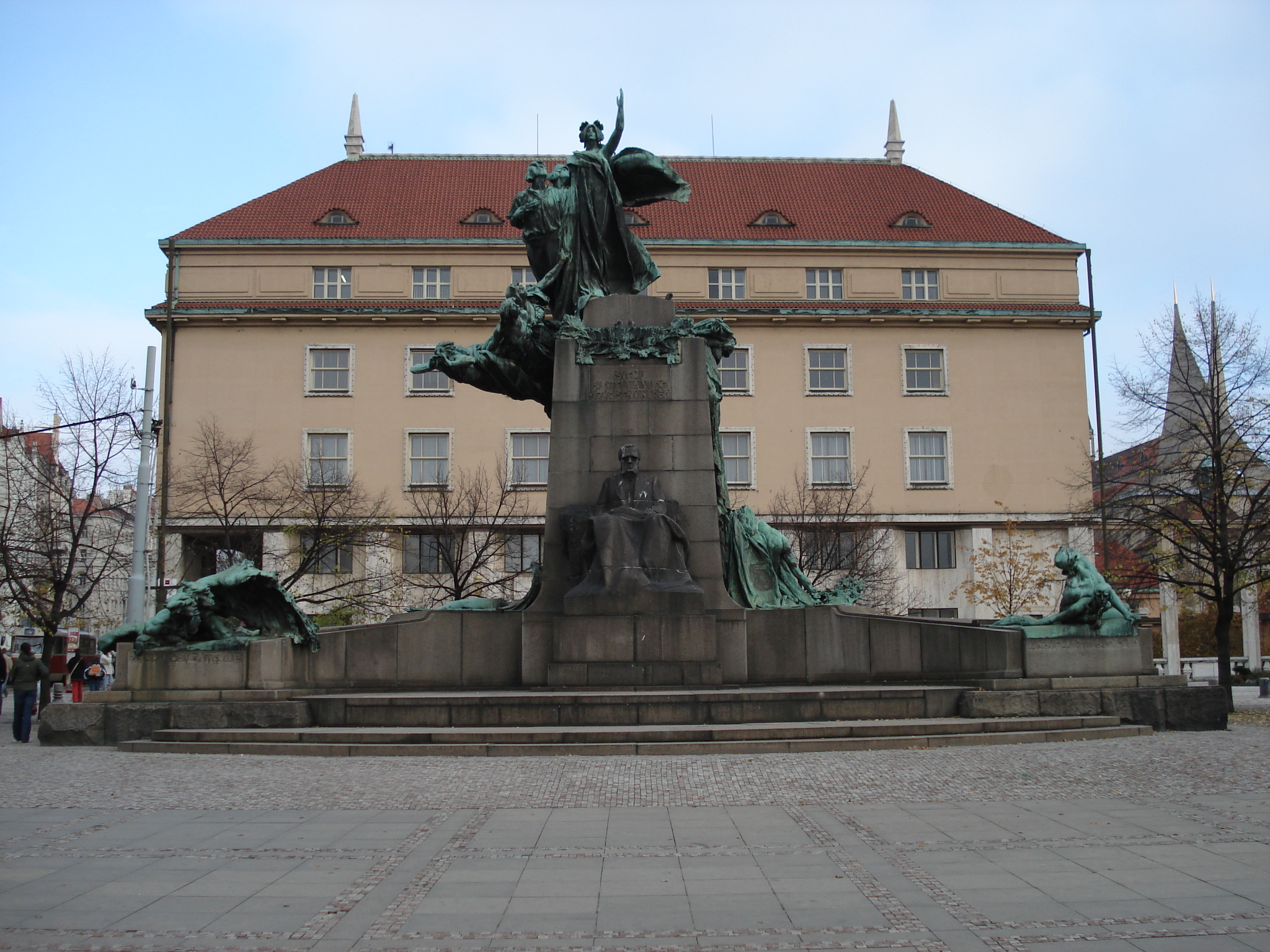
Pomník Františka Palackého v Praze z roku 1912